# Longboard

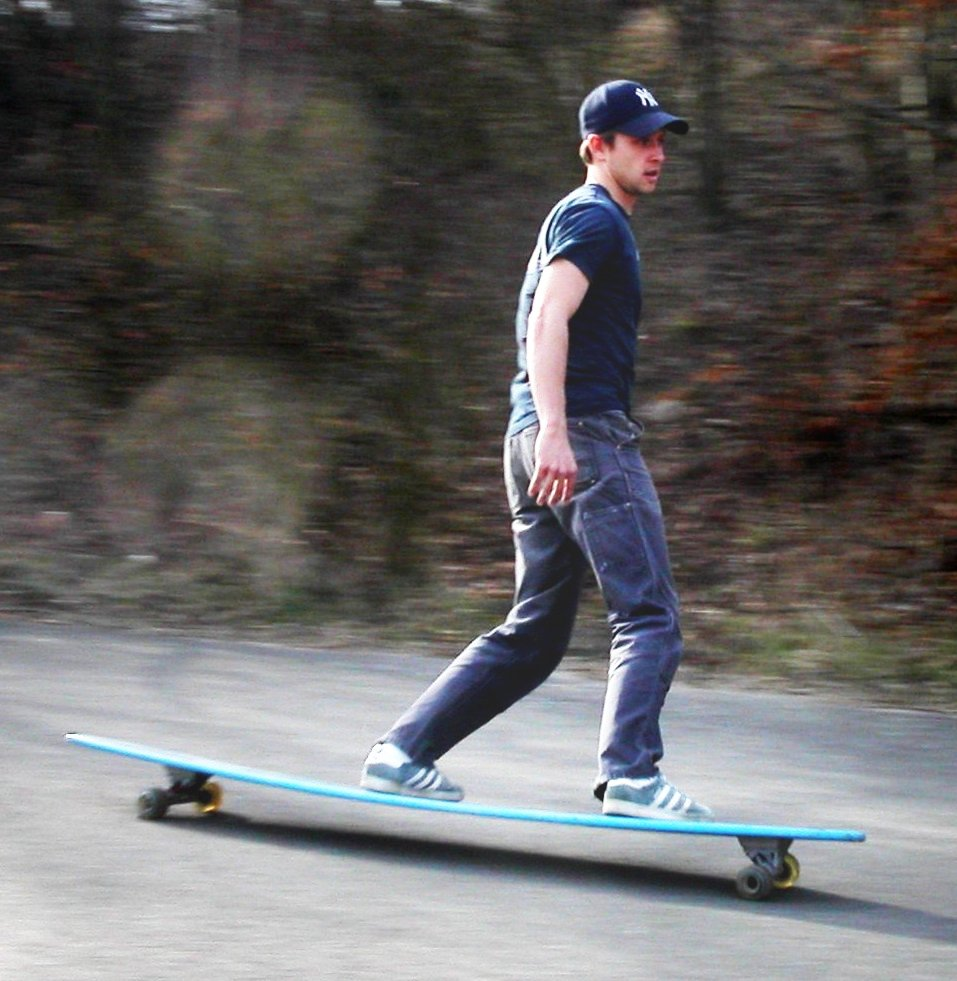
Home patinant amb un Longboard.

Un longboard o longskate és un esport que es va posar de moda fa uns anys, i consisteix a lliscar per una pendent amb una taula de skate però més llarga de l'habitual. El longboard es pot fer servir per a diferents coses com ara: carving,
 slalom, per baixar carreteres o, de vegades, de mitjà de transport a les grans ciutats.
El longboard és un esport poc comú que, tot i començar a prendre cada vegada més força, encara no és del tot reconegut a Llatinoamèrica. Pperò, la seva història és molt més àmplia del que es podria imaginar, ja que els inicis daten des de la dècada dels 50, i entre els seus màxims exponents, hi ha el famós grup de Califòrnia que es feia dir els Z-Boys. Els longboards s'utilitzen per anar al damunt utilitzant habitualment baixades, ja sigui en curses, en eslàlom, o simplement com a mitjà de transport. Com que és més ample, dona més estabilitat, seguretat i comoditat que una monopatí normal. Per la mida i es pes, són menys apropiats per ser utilitzats per a acrobacies, però tenen un moviment fluid i puguin recórrer una distància més llarga amb un sol impuls.
El longboard es compara sovint amb el surf o l'snowboard i es va fer popular juntament amb el surf als carrers de Califòrnia a mitjan anys 1950.
Un dels grups que més ha influït en aquest esport són els Z-Boys, un grup de skaters amb entre d'altres Stacy Peralta o Tony Alva que van fer la volta al món mostrant el longboard. Els Z-Boys tenien el seu propi estil, què el van anomenar Dogtown, i que consistia en no tan sols baixar-hi sobre aprofitant les baixades, sinó que realment jugaven amb els carrers. S'ha fet una pel·lícula sobre els Z-Boys, Los Amos de Dogtown, dirigida per Stacy Peralta.
Un dels grups actualment més destacats són els riders de Loaded Boards. En aquest grup hi destaca James Kelly i Kyle Chin els quals són capaços de realitzar increïbles maniobres com ara el Slide i Downhill, uns moviments que consisteixen a derrapar a la terra per després frenar.

## Tipus de longboard
La majoria mesuren entre 90 i 150 cm. Hi ha diverses formes de long un anomenat riders, uns altres amb el nose i tail plà (flat-nose riders) que s'utilitzen per decents i també hi ha unes taules longskate amb la mateixa forma que un skate normal.
1. Els paintails[Cal aclariment]
 són els més utilitzats i serveixen per a la modalitat de carving.
2. Drop –Through aquest tipus tenen molta resistència, solidesa i comoditat. Són ideals per fer carving, cruising, dancing, slides, free style i free ride.
3. Hybrid és una simulació del surf. Tendeixen a ser molt més curts que els altres longboards, això permet fer girs més aguts evitant wheelbite.[Cal aclariment]
4. Cruiser són molt semblants al paintails. Però la gran diferència és que les rodes són més grans i suaus. S'utilitzen per baixar pendents, en carreres, en estil lliure, per fer derrapades o simplement com a mitjà de transport.

## Modalitats

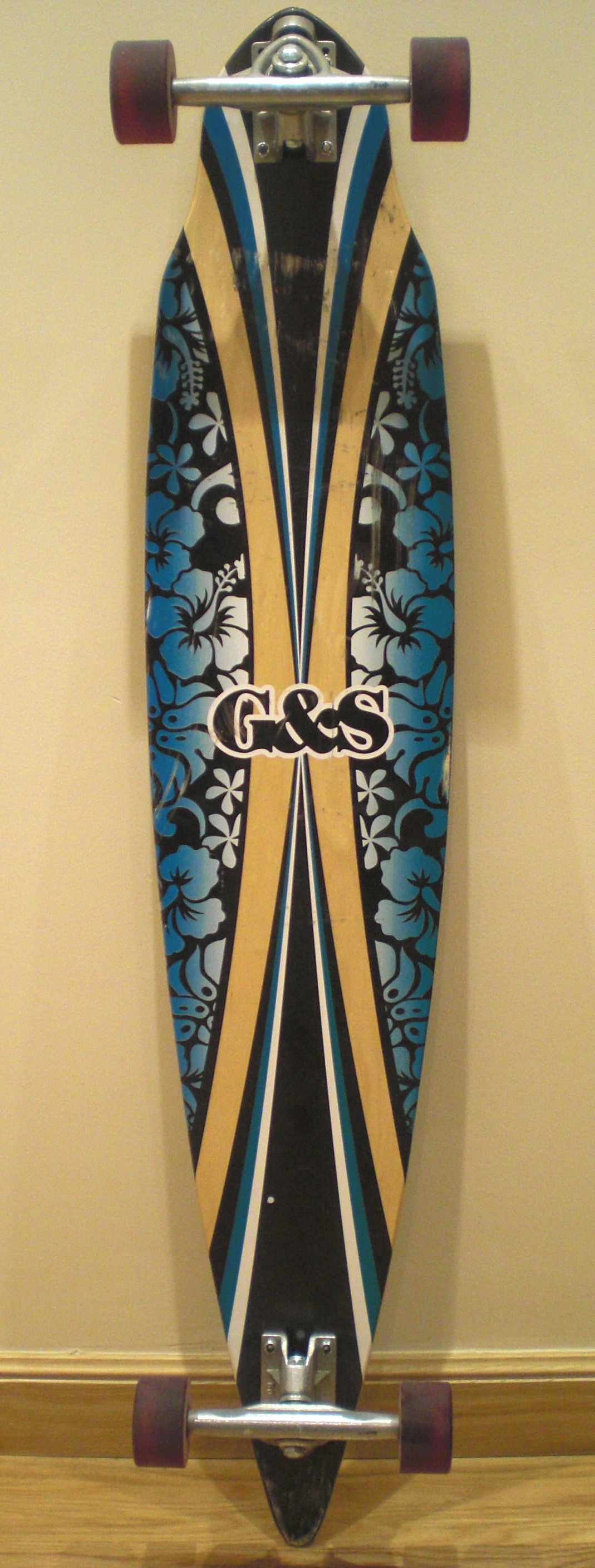
Un Longboard de 44 polzades.

- Carving Més que una modalitat, és una forma de patinar. Consisteix a avançar fent girs a esquerra i dreta, el patinador es mou a sobre de la taula d'una forma semblant a com ho fan els practicants surf de neu quan baixen per una pista d'esquí. Es pot fer en terreny pla, tot i que el millor és amb un lleuger pendent en el sentit de la marxa. Pel carrer, es poden aprofitar els plans inclinats com ara les entrades del garatges per fer girs. Els longboards més apropiats per al carving, són de mida mitjana (entre 90 i 100 cm), amb molta flexibilitat i que girin correctament.

- Downhill Es tracta de baixar el més ràpidament possible per carreteres molt inclinades poc transitats. És una modalitat molt perillosa, per la qual cosa es fa imprescindible l'ús de proteccions apropiades per evitar lesions en cas de caigudes a gran velocitat. Alguns patinadors fins i tot fan servir el mateix equipament que els motoristes (casc integral i granota de cuir). És important dominar la tècnica del sliding (derrapatge), per poder frenar a l'entrada de les corbes. Les taules idònies són més o menys igual de llargues que les de carving però sense tanta flexibilitat, els eixos, moltes vegades es cargolen per sobre de la taula a través d'un forat, per baixar-neel centre de gravetat . Es fan servir eixos amb una geometria que els faci estables.

- Sliding. Era una mera tècnica i s'ha convertit en una modalitat. Es fa servir per frenar, encara que també es pot fer pel plaer de derrapar. Per començar, pot ser més fàcil derrapar sobre una superfície humida. És una tècnica tan espectacular com difícil. Les taules són com les del carving però amb rodes molt dures per reduir l'adherència a terra.

- Cruising. No és més que anar d'un lloc a un altre. S'utilitza el longboard com un mitjà de transport o per simple lleure. En el primer cas és preferible fer servir taules petits, que permetin portar-se sota el braç quan entrem en algun lloc. En el segon cas, podem triar el trajecte en funció de les nostres preferències (Carving, Downhill, Sliding…).

- Slalom. S'usen taules curtes per esquivar cons, col·locats en línia, en el menys temps possible. És una modalitat molt antiga, gairebé tant com el monopatí i que requereix un gran entrenament tècnic.

- Pool És patinar en piscines o boleres, que són elements d'un parc de patinatge amb forma de piscina o bolera anoments pools i bowls. Té molt a veure amb els orígens del patinatge vertical. Es tracta de pujar i baixar fent girs (sense pivotar sobre l'eix del darrere) i no fer trucs de coping (aeris). Les taules són relativament curtes (de 90 a 100 cm), amples i amb eixos robustos.

- Dancing Consisteix a ballar sobre de la taula, caminant-hi damunt cap endavant i cap enrere, pujant i baixant en marxa, saltant tot el que es trobi pel davant. Els longboards de dancing són els més llargs de tots (de 115 cm en endavant) i el millor lloc per practicar és en una pista llarga i molt llisa. En aquesta modalitat és on es fa més varietat d'acrobacies que s'enllacen mentre ens desplacem.